# 森田茉里恵
森田 茉里恵（もりた まりえ）は、NHKのアナウンサー。

## 人物
兵庫県宝塚市出身。大阪大学外国語学部ベトナム語専攻卒業後、2017年に入局。高校生の時、2013年から2014年までの2年間、ホーチミン市に留学。初任地は新潟放送局。2020年3月に仙台放送局、2022年3月に東京アナウンス室へ異動。

## 嗜好・挿話
- テレビ朝日アスクに通っていた[3]。
- 兵庫県の親善大使である「フラワープリンセスひょうご2015」で「代表フラワープリンセス（グランプリ）」に選出され兵庫県の親善大使として1年間活動した[4]。
- 趣味：J-POP、K-POP、海外旅行、映画鑑賞、展覧会めぐり、紅茶、香水収集[5]

## 現在の担当番組
- あさイチ（リポーター：2024年4月4日 - ）
- 明日をまもるナビ（ナレーション：2023年4月 - ）
- ニュース645（日曜、不定期）
- ひむバス! - バスガイド（不定期：2023年5月10日 - 2025年3月20日）、レギュラー版（2025年4月3日 - ）[6]。

## 過去の担当番組
新潟放送局時代（2017年度 - 2019年度）
- 新潟ニュース610（キャスター：2019年4月15日 - 2020年3月27日 （佐藤俊吉と隔週で担当）[注釈 1]
- 新潟県のニュース・中継・リポート
- うまいッ!「濃厚な脂!“赤いダイヤモンド”ノドグロ～新潟・村上市～」（リポーター：2018年9月2日）[7]
- 旬感☆ゴトーチ!「豪華けんらん！弥彦菊祭り～新潟・弥彦村～」（司会：2018年11月14日）[8]
- にっぽん列島夕方ラジオ にいがたゆうどきラジオ（ラジオ第1・司会：2019年2月22日）[9]
- あさイチ「JAPA-NAVI　新潟・魚沼」（リポーター：2019年3月7日）[10]
- 高専ロボコン2019全国大会 「手作りロボット大集結! 150秒の熱き戦い（BS4K・リポーター： 2019年11月24日）[11]
- 金よう夜きらっと新潟 “ONE TEAM”を支えた男　～ラグビーＷ杯　稲垣啓太選手（BS1・司会：2019年12月21日）[12]
- 今、ロボコンがスゴい!「高専ロボコン2019全国大会」（リポーター：2019年12月29日）[13]

仙台放送局時代（2020年度 - 2021年度）
- 福島県沖地震特設ニュースJR仙台駅西口からの中継（2021年2月）
- 大好き♡東北 定禅寺しゃべり亭（司会進行）（2020年4月4日 - 2022年2月26日）[14]
- 宮城県・東北地方のニュース
- ニュースてれまさ845（不定期）
- てれまさむね（不定期・ニュースリーダー、キャスター代行）
- 東北ココから 「宮城発地域ドラマ“ぺペロンチーノ”放送直前スペシャル」（ナレーション：2021年4月16日）[15]
- みどりの日特集 絶景登場! きょうは一日“里山”デー（BS8K・司会：2021年5月4日）[16]
- あさイチ （リポーター）
  - 「みんな、どうしてる? “夫婦の関係性” 呼び方・家事分担…は？」（2021年5月24日）[17]
  - 「クイズとくもり 今年もやります! 梅雨対策SP」（2021年5月25日）[18]
  - 「“家庭の教養”第１弾！暮らしに生かす“経済”の話」（2021年5月26日）[19]
  - 「シェア旅　リトルインディア “東京・西葛西”▽教えて推しライフ」（2021年5月27日）[20]
- ○○推し! 東北推し!「もっと市民と考える“あの日”　朗読会　たっぷり45分版」（BS1・朗読：2021年6月29日）[21]
- NHKニュースおはよう日本（代行キャスター：5:00 - 6:00）（2021年8月2日 - 6日）[22]
- ○○推し! 東北推し!「もっと市民と考える“あの日”親子編」（BS1・ナレーション：2021年11月2日）[23]
- ラジオ特集 「あなたの“伴走曲”は何ですか?」（ラジオ第1・司会：2022年3月11日）[24]

東京アナウンス室時代（2022年度 - ）
- 5夜連続生放送　春よ、来い!（2022年3月28日 - 2022年4月1日）[25]
- ニュースLIVE! ゆう5時（中継リポーター、コーナープレゼンター：2022年4月4日 - 2024年3月6日[26]、片山千恵子の代行キャスター：2023年12月11日 - 14日）
- NHKニュースおはよう日本
  - 5:00 - 5:59 キャスター、6:55 交通情報、6時 - 7時台のニュースリーダー・代行サブキャスター（2022年4月11日 - 2024年3月29日[26]）
  - 赤木野々花の代行キャスター（2024年4月29日、5月6日、7月15日、8月12日、8月18日、9月16日、9月23日、10月14日、11月2日 - 4日、2025年1月13日、2月24日）
  - 5時台キャスター代理（2024年8月19日 - 23日）
- さわやか自然百景（ナレーター：2022年6月5日 - ）
  - 「富山　滑川の海」（2022年6月5日）
  - 「長野　北八ヶ岳　コケの森」（2022年7月17日）
  - 「鳥海山ろくの海」（2022年10月2日）
  - 「千葉　鋸南町の海」（2024年10月27日）
- おやすみ日本 眠いいね!（司会・2022年8月6日）[27]
- NIGHTZOO～夜のパンダ大中継～（BSプレミアム・司会：2022年8月13日）[28]
- 野口聡一・劇団ひとりの２０３０月面テレビ（MC：2023年5月8日）
- ひむバス! - バスガイド［アシスタント］
  - 第5弾 福島県双葉郡富岡町&茨城県ひたちなか市（2023年5月10日）[29]
  - 第7弾 新潟・糸魚川市（2023年9月20日）
  - 第10弾 熊本・天草市（2024年5月5日）
  - 第12弾 北海道・利尻島（2024年7月21日）
  - 第13弾 三重・伊賀市（2024年9月29日）
  - 第15弾 山形・鶴岡市（2024年11月24日）
  - 第16弾 神奈川・横浜市（2024年12月26日）
  - 第18弾 兵庫・神戸市（2025年2月23日）
  - 春の送迎まつり！（2025年3月20日）
  - 第19弾 千葉・いすみ市（2025年4月3日）
  - 第20弾 長崎・対馬市（2025年4月10日）
  - 第21弾 熊本市（2025年4月17日）
  - 第24弾 神奈川・横須賀市（2025年6月12日）
  - 第25弾 兵庫・淡路島（2025年6月19日）
- 知られざる雷 破壊と創造 その全貌に迫る（BSプレミアム・ナレーション：2023年6月23日）
- 名将たちの勝負メシ（Eテレ・司会）
  - ユリウス・カエサル（2023年8月22日）
  - 徳川家康（2023年8月29日）
- 第74回NHK紅白歌合戦（ラジオ第1・司会・2023年12月31日）[30]
- 謎解き！ヒミツの至宝さん「ベスト・セレクション」（BS8K・ナレーション：2024年3月24日）
- ワイルドライフ（ナレーション）
  - 「命輝くモンゴルの夏 オオカミの子どもが躍動 幻のゴビヒグマに挑む」（BSプレミアム4K：2024年3月18日、BS：2024年4月1日）
  - 「MAMMALS 知られざる哺乳類　暗闇の世界／新たなる野生」（BSプレミアム4K：2024年6月4日、BS：2024年6月10日）
  - 「MAMMALS 知られざる哺乳類　水に生きる／極寒に耐える」（BSプレミアム4K：2024年6月11日、BS：2024年6月17日）
  - 「MAMMALS 知られざる哺乳類　しゃく熱の大地／森林 生命の宝庫」（BSプレミアム4K：2024年7月2日、BS：2024年7月8日）
  - 「カナダ北極圏　ホッキョクグマ　氷なき海を生きる」（BSプレミアム4K：2024年11月26日、BS：2024年12月2日）
  - 「ワイルドライフ 奇景の島マダガスカル密着１１年絆で生き抜くワオキツネザル」（BSプレミアム4K：2025年3月4日、BS：2025年3月21日）
  - 「アフリカ セレンゲティ大平原 追跡!ヒョウ母子(ははこ) 知られざる子育て」（BSプレミアム4K：2025年4月15日、BS：2025年4月21日）
  - 「地球大劇場!生命のゆりかご オセアニアを巡る」（BSプレミアム4K：2025年5月27日、BS：2025年6月2日）
- パリオリンピック２０２４（2024年7月29・30日）- 東京スタジオ
- ”ファクトチェック”いま私たちができること（ラジオ第1・司会：2024年8月27日）
- 明日をまもるナビ（ナレーション：2024年9月22日）
- 大迫力！長岡の大花火 大迫力！長岡の大花火２０２４スペシャルライブ（BS8K・レポーター：2024年10月20日）
- ふたりフェス 郷ひろみ×山崎育三郎（BS・ナレーション：2024年11月4日）
- NHKニュース（2024年11月24日22時50分、2025年4月6日22時40分、2025年6月15日22時40分）
- 第75回NHK紅白歌合戦（ラジオ第1・司会：2024年12月31日）[31]
- ヴィランの言い分（Eテレ・アシスタント：2025年6月7日、6月21日）
- 世界うた旅 〜ベトナム編〜（MC：2025年6月22日）
- 野口聡一・劇団ひとりの２０３０月面テレビ　シーズン３（MC：2025年8月18年）

## 同期のNHKアナウンサー
- 片平和宏
- 後藤佑太郎
- 是永千恵
- 瀬戸光
- 鳥山圭輔
- 中原真吾
- 堀菜保子（退職→みずほリサーチ&テクノロジーズ→東京大学大学院教育学研究科）
- 増村聡太
- 松井大
- 矢崎智之
- 山内泉